# 76 Девы
h Девы (лат. h Virginis), 76 Девы (лат. 76 Virginis), HD 117818 — двойная звезда в созвездии Девы на расстоянии приблизительно 315 световых лет (около 96,7 парсек) от Солнца. Визуальная звёздная величина звезды — +5,21m. Возраст звезды определён как около 2,361 млрд лет.

## Характеристики
Первый компонент — оранжево-жёлтый гигант спектрального класса G5, или G8III, или K0III. Масса — около 2,789 солнечной, радиус — около 10,447 солнечного, светимость — около 68,485 солнечной. Эффективная температура — около 5110 K.
Второй компонент — коричневый карлик. Масса — около 14,33 юпитерианской. Удалён в среднем на 2,105 а.е..